# Reggie Theus
Reginald Wayne Theus (ur. 13 października 1957 w Inglewood) – amerykański koszykarz, trener oraz  analityk koszykarski (Turner Sports, ESPN, Fox Sports Net), uczestnik spotkań gwiazd NBA. Koszykarz dwukrotnie wystąpił w meczu gwiazd.
W 2002 wystąpił w filmie Magiczne buty.

## Osiągnięcia
NCAA
- NCAA Final Four (1977)[4]
- Wybrany do Galerii Sław Sportu UNLV Runnin’ Rebels – UNLV Athletic Hall of Fame[4]
- Uczelnia zastrzegła należący do niego numer 23[5]

NBA
- 2–krotny uczestnik meczu gwiazd NBA (1981, 1983)[1]
- Wybrany do I składu debiutantów NBA (1979)[6]
- Zawodnik tygodnia NBA (7.11.1982)[7]
- II miejsce w głosowaniu na debiutanta roku 1979[5]

Grecja
- Finalista pucharu Grecji (1992/93)

Trenerskie
- Zwycięzca turnieju Western Athletic Conference (2007)[4]
- NCAA Final Four (2005 – asystent trenera)[4]
- Mistrz Konferencji USA (2005)[4]